# Неуспешно салто
„Неуспешно салто“ (на английски: Unsuccessful Somersault), известен също като „Гимнастик-аматьор, № 1“ (на английски: Amateur Gymnast, No. 1) е американски късометражен ням филм от 1894 година, заснет от режисьора Уилям Кенеди Диксън в лабораториите на Томас Едисън в Ню Джърси. Кадри от филма не са достигнали до наши дни и той се смята за изгубен.

## Сюжет
Филмът представлява серия от 44 бързозаснети поредни снимки с кинетограф на атлет, който се опитва да направи салто, но безуспешно. Атлетът отскача, преобръща се във въздуха, но не успява да се приземи обратно на краката си.